# Villaldama
Villaldama là một đô thị thuộc bang Nuevo León, México. Năm 2010, dân số của đô thị này là 4113 người.